# 드레스트 10세
드레스트 10세(Drest X)는 845년경에서 848년까지 픽트인의 왕이었으며, 키나드 막 알핀의 경쟁자였다. 픽트 연대기에 따르면 그는 우라드의 아들이었다.
드레스트 10세는 스콘에서 살해되었고(막 알핀의 배신), 픽트인의 마지막 왕이었다고 전통적인 야사에서는 전한다.
하지만 현대 사학계에서는 키나드 1세가 지휘하는 "스코트인"들이 드레스트 10세의 "픽트인"을 일방적으로 정복한 것이 아니고, 키나드 1세가 모계를 통해 픽트인의 왕위에 대한 계승권을 가지고 있어서 그 계승권에 따라 픽트인의 왕위를 얻게 된 것이며, 키나드 1세는 최초의 스코트인의 왕이 아니라 뒤에서 다섯 번째 픽트인의 왕이었다고 보고 있다.